# Wolfgang Krueger (Politiker)
Wolfgang Krueger (* 5. Dezember 1937 in Berlin; † 14. Oktober 2018 ebenda) war ein deutscher Politiker (CDU). Er war von 1980 bis 1997 Bezirksstadtrat und ab 1991 zusätzlich Bezirksbürgermeister des Berliner Bezirks Tempelhof.

## Frühe Jahre
Wolfgang Krueger war, wie sein Vater, gelernter Tischler und Zimmermann und zog mit seinen Eltern bereits kurz nach dem Zweiten Weltkrieg in den Berliner Ortsteil Lichtenrade, wo sein Vater eine kleine Firma unterhielt. Er erlangte über die Abendschule das Abitur und studierte im Anschluss an der Staatlichen Ingenieurschule für Bauwesen sowie an der Technischen Universität Berlin.
Als Bauleiter war er später im Reichstagsgebäude und bei der Stiftung Preußischer Kulturbesitz tätig.

## Politische Laufbahn
Krueger engagierte sich bereits in der Jungen Union und trat 1957 dem Berliner CDU-Kreisverband Tempelhof bei. Am 12. März 1967 zog er erstmals in die Bezirksverordnetenversammlung von Berlin-Tempelhof ein. 1980 wurde er zum Bezirksstadtrat für Gesundheit gewählt, ein Jahr später übernahm er das Bauressort.
1991 wurde Krueger schließlich als Nachfolger von Siegmund Jaroch zum neuen Bezirksbürgermeister von Berlin-Tempelhof gewählt. In diesem Amt wurde er 1995 bestätigt. Aufgrund einer schweren Herzoperation trat er 1997 zurück. Ihm folgte der CDU-Politiker Dieter Hapel nach.
Innerhalb seiner Partei übte Krueger von 1987 bis 1993 das Amt des Kreisvorsitzenden der CDU Tempelhof aus. Darüber hinaus war er mehrere Jahre Vorsitzender, zuletzt Ehrenvorsitzender der CDU Lichtenrade.
2017 beging er seine 60-jährige Mitgliedschaft in der CDU.

## Gesellschaftliches Wirken
Krueger engagierte sich in zahlreichen Vereinen. So war er Ehrenvorsitzender der Aktionsgemeinschaft Bahnhofstraße und Gründungsmitglied sowie von 1997 bis 2017 stellvertretender Vorsitzender der Bürgerinitiative Dresdner Bahn, die sich in Lichtenrade für eine Tunnellösung der geplanten Streckenführung einsetzt.

## Privates

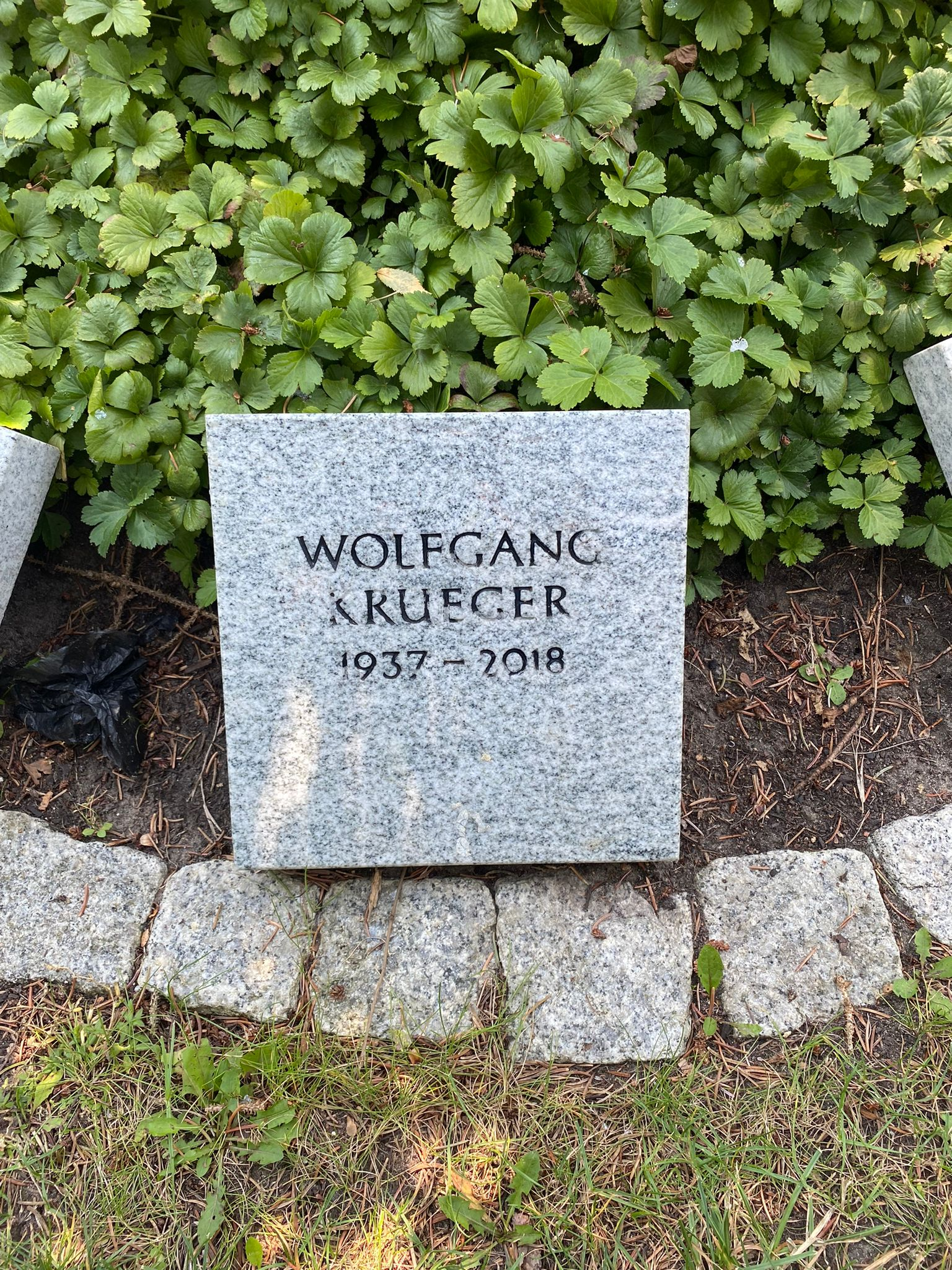
Grabstein auf dem Friedhof Lichtenrade

Aus Anlass seines 80. Geburtstages würdigte die CDU-Fraktion der Bezirksverordnetenversammlung von Tempelhof-Schöneberg Krueger im Januar 2018 mit einem Empfang, an dem auch der frühere Regierende Bürgermeister Eberhard Diepgen teilnahm.
Wolfgang Krueger war verheiratet und lebte mit seiner Frau in Lichtenrade. Er starb nach schwerer Krankheit im Oktober 2018 im Alter von 80 Jahren.
Am 9. November 2018 würdigte die Katholische Salvatorgemeinde Lichtenrade, in der sich Krueger seit 1947 engagierte, den Altbürgermeister mit einem Requiem. Seine letzte Ruhestätte fand Krueger schließlich am 16. November 2018 auf dem Friedhof Lichtenrade.
Krueger ist nicht mit dem 1995 verstorbenen früheren Bezirksbürgermeister des Berliner Bezirks Kreuzberg, Wolfgang Krüger, zu verwechseln.

## Ehrungen
Der Hauptsaal des Gemeinschaftshauses Lichtenrade, das durch Krueger als Baustadtrat konzipiert und durch ihn als Bezirksbürgermeister eingeweiht wurde, trägt seit dem 21. November 2019 den Namen Wolfgang-Krueger-Saal.
Bereits im Juni 1998 wurde ein Ölgemälde Kruegers in der Bürgermeistergalerie des Rathauses Tempelhof enthüllt.